# George Ernest Papendiek
George Ernest Papendiek (auch George Ernest Papendieck, * 22. Juli 1788 in Windsor; † 5. Februar 1835 in Bremen) war ein deutsch-englischer Konsul, Zeichner und Maler.

## Biografie

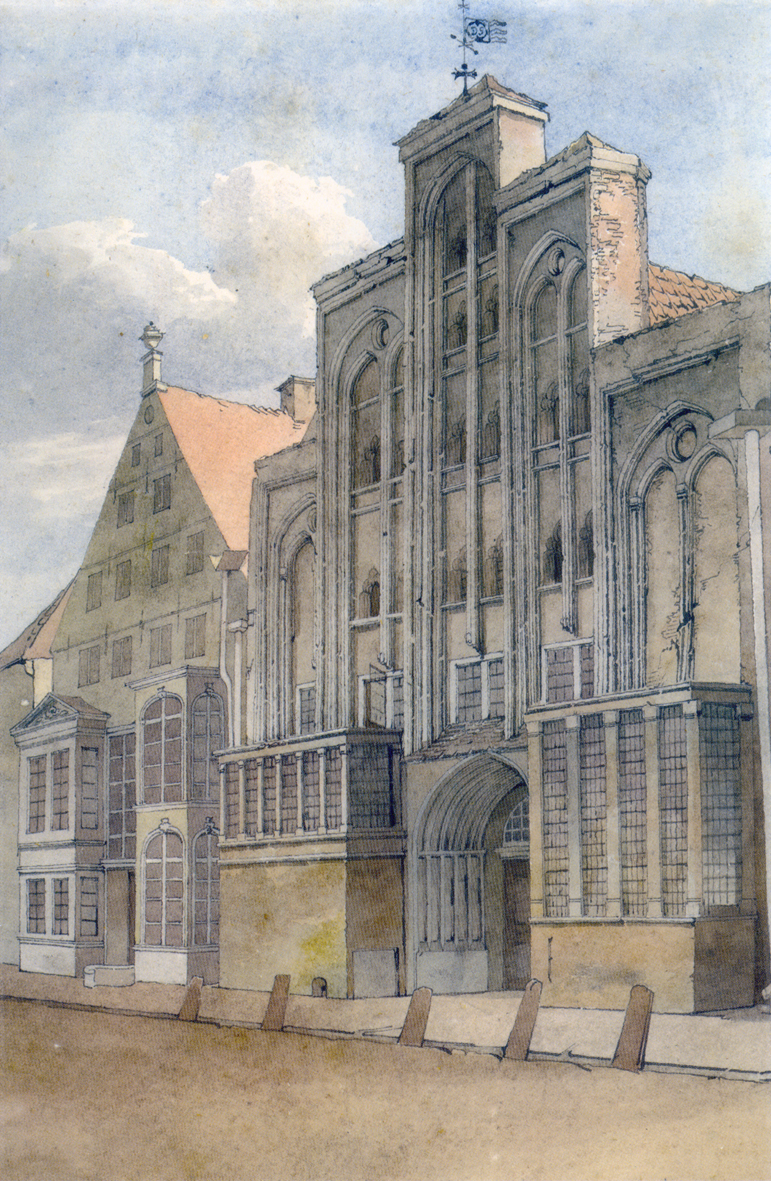
Das Speckhansche Haus, Aquarell von G. E. Papendiek, Focke-Museum Bremen

Papendiek stammte aus einer Familie, dessen Vorfahren mit den hannoverschen Kurfürsten nach England gezogen sind als diese mit Georg I. auch Könige vom Königreich Großbritannien wurden. Seine Eltern waren der Musiker Christopher Papendiek und dessen Frau Charlotte Papendiek geb. Albert, Hofdame der Königin Charlotte von England.
Er selbst erhielt zunächst eine Ausbildung zum Kaufmann. 1817 kam er nach Bremen und malte hier seine ersten Ansichten der Stadt. 1821 kehrte er erneut nach Bremen zurück. Er schuf eine Reihe von Aquarellen mit vielen Bremischen Motiven. 1825 wurde er Vizekonsul von Großbritannien und hannoverscher Konsul in Bremen. Von 1817 bis 1821 wurden einige Bilder unter dem Titel „Six sketches in Germany“ als Lithographien hergestellt.